# San José (Tupungato)
San José o San José de Tupungato es una localidad y distrito en el departamento Tupungato de la provincia de Mendoza, Argentina. 
Se encuentra en la intersección de las rutas provinciales 89 y 86, 8 km al norte del centro de la ciudad de Tupungato, encontrándose prácticamente conurbada con esta última.

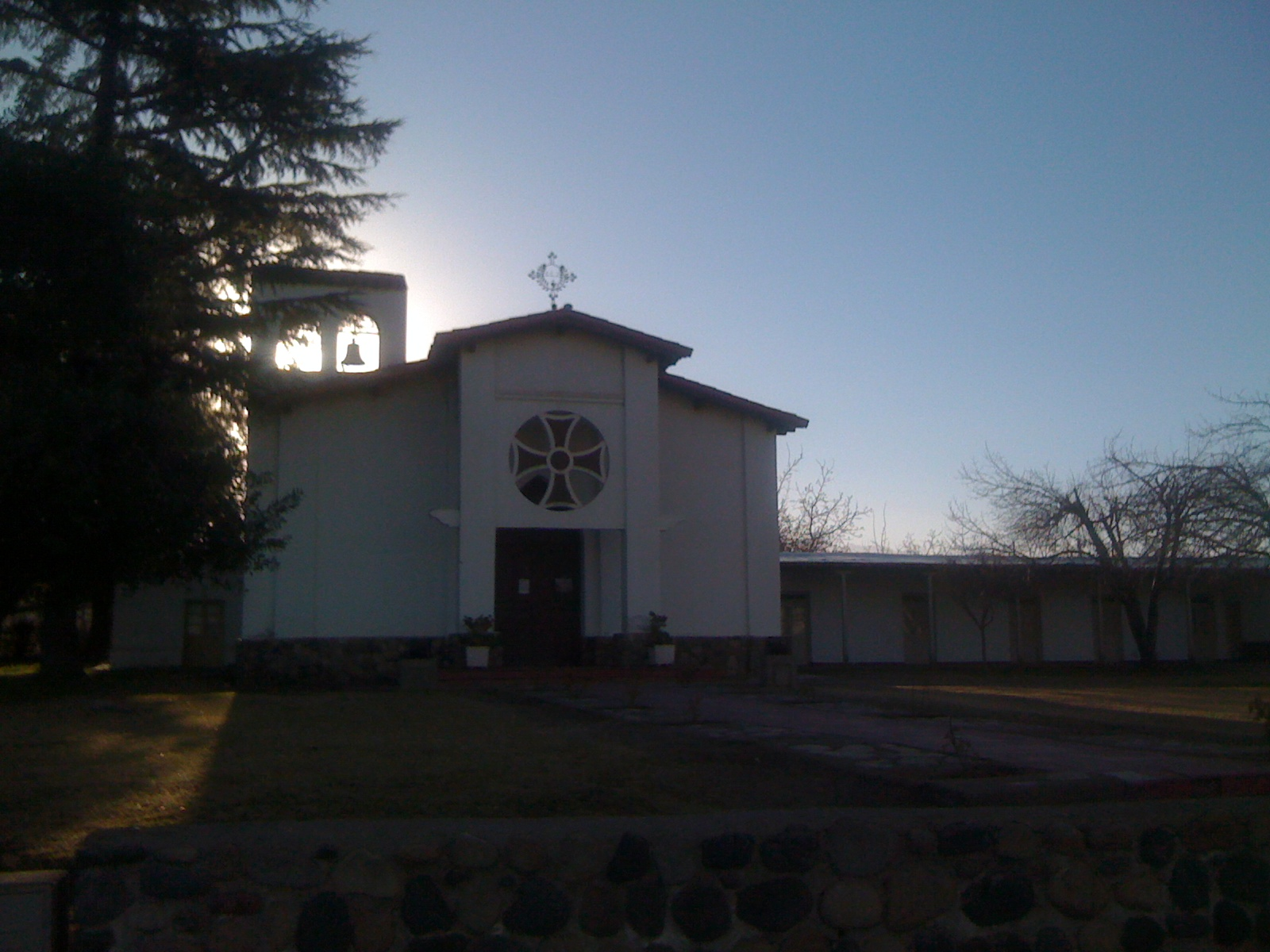
Capilla del Sagrado Corazón de Jesús de San José

Se encuentra dentro del circuito turístico de Camino de los Cerrillos, destacándose la escultura de Cristo Rey del Valle, y la capilla Sagrado Corazón con más de 100 años. Asimismo constituye la cabecera del Camino de La Carrera, con hermosas vistas panorámicas. La capilla fue declarada Patrimonio Cultural.
Es una zona vitivinícola, con más de 1.200 metros de altitud. Otros cultivos son manzanos, nogales y cerezos.
En 2011 se inauguró el centro comunitario que sirve también como puesto de salud.

## Población
Contaba con 1,445 habitantes (Indec, 2010), lo que representa un descenso del 2,82% frente a los 1,487 habitantes (Indec, 2001) del censo anterior.